# Mô Lô Y Choi
Mô Lô Y Choi (khoảng 1930), còn gọi là Mô Lô Y Clavi, Ma Luê, Oi Thinh, là một nhà thơ Việt Nam. Tên tuổi của ông gắn liền của bài thơ "Cô gái vót chông" đã được nhạc sĩ Hoàng Hiệp phổ nhạc thành bài hát nổi tiếng.

## Tiểu sử
Lô Mô Y Choi không rõ năm sinh thực sự, chỉ biết hồ sơ ghi chép ông sinh năm 1930. Ông là người Êđê, nguyên quán tại buôn Thinh, xã Ea Trol, huyện miền núi Sông Hinh, tỉnh Phú Yên. Năm 1946, ông nhập ngũ và tham gia Chiến tranh Đông Dương, chủ yếu chiến đấu ở chiến trường Tây Nguyên. Sau khi Hiệp định Genève được ký vào năm 1954, ông tập kết ra Bắc và được đào tạo văn hóa tại đây. Sau khi học tại Trường Sư phạm Miền núi Trung ương, ông tiếp tục theo học Cao đẳng Sư phạm Hải Dương và tốt nghiệp khóa đào tạo cán bộ lý luận văn hóa của Bộ Văn hóa.
Năm 1962, ông được phân công phụ trách mảng văn nghệ của Tạp chí Văn nghệ Việt Bắc. Từ đây, ông bắt đầu viết báo và sáng tác thơ văn. Năm 1966, ông trở lại Tây Nguyên, tham gia chiến đấu chống lại quân đội Hoa Kỳ trong Chiến tranh Việt Nam và đảm nhận công tác tại Ban Tuyên huấn tỉnh Đắk Lắk. Sau khi Việt Nam tái lập hòa bình, năm 1977, ông trở về quê nhà và lần lượt làm công tác tuyên giáo tại hai huyện Sơn Hòa và Sông Hinh của tỉnh Phú Yên. Năm 1989, ông nghỉ hưu theo chế độ nhưng được người dân địa phương bầu làm Bí thư Đảng ủy xã Ea Trol, Bí thư Chi bộ buôn Thinh, và trở thành già làng của buôn Thinh.

## Tác phẩm
Mô Lô Y Choi có khoảng 50 bài thơ bao gồm:
- Cô gái vót chông[6][7]
- Hát nữa đi em[8]
- Biết ơn Bác Hồ
- Có Đảng hôm nay
- Ơn Bác mùa xuân[9]
- A Rai mừng Đảng - mừng Xuân
- Em của núi rừng
- H’Ni
- Em chờ
- Tiếng hát Đam San
- Còn giặc Mỹ cọp beo[10]

Trong đó, bài thơ nổi tiếng nhất, đồng thời là bài thơ đầu tay của ông là "Cô gái vót chông". Năm 1965, bài thơ đã được nhạc sĩ Hoàng Hiệp phổ nhạc sau khi đạt giải khuyến khích của Tuần báo Văn nghệ thuộc Hội Nhà văn Việt Nam. Bài hát đã gắn liền với giọng hát của Nghệ sĩ nhân dân Tường Vi. Đến nay, "Cô gái vót chông" vẫn là một trong những bài hát nhạc đỏ phổ biến và nổi tiếng.

## Đời tư
Mô Lô Y Choi lập gia đình với bà Ksor H'Đô, người được cho là nguyên mẫu của cô gái trong bài thơ "Cô gái vót chông". Người con trai cả của ông tên Luê, cũng là nguyên nhân cho cách gọi già làng "Ma Luê", tức cha của Luê.